# Pokuttia Kołomyja
Pokuttia Kołomyja (ukr. Футбольний клуб «Покуття» Коломия, Futbolnyj Kłub "Pokuttia" Kołomyja) – ukraiński klub piłkarski z siedzibą w Kołomyi w obwodzie iwanofrankiwskim. Założony w 1982.
W latach 1996–1998 występował w ukraińskiej Drugiej Lidze.

## Historia
Chronologia nazw:
- 1982: Budiwelnyk Kołomyja (ukr. «Будівельник» Коломия)
- 1986: Ełektroosnastka Kołomyja (ukr. «Електрооснастка» Коломия)
- 1990: Pokuttia Kołomyja (ukr. «Покуття» Коломия)
- 2007: klub rozwiązano
- 2017: Pokuttia Kołomyja (ukr. «Покуття» Коломия)

Drużyna piłkarska Budiwelnyk Kołomyja została założona w 1982 na bazie piłkarskiej drużyny wsi Kornicz przez Kołomyjskie Budowlano-Montażowe Kierownictwo Nr 82. Występował w rozgrywkach Mistrzostw oraz Pucharu obwodu iwanofrankiwskiego. Od 1986 nazywał się najpierw Ełektroosnastka Kołomyja a od 1990 - Pokuttia Kołomyja.
W sezonie 1993/94, 1994/95 zajmował 3 miejsce w Amatorska lidze, strefie 1
W roku 1996 jako jeden ze zwycięzców w rozgrywkach Mistrzostw Ukrainy spośród drużyn amatorskich zdobył awans do rozgrywek na szczeblu profesjonalnym.
Klub otrzymał status profesjonalny i od sezonu 1996/97 występował w Drugiej Lidze. Po sezonie 1997/98 klub zajął spadkowe 18 miejsce w grupie A i został pozbawiony statusu profesjonalnego.
Jako drużyna amatorska nadal występowała w rozgrywkach Mistrzostw i Pucharu obwodu iwanofrankiwskiego.
W 2007 klub został rozwiązany. Po 10 latach w 2017 klub został reaktywowany jako Pokuttia Kołomyja.

## Sukcesy
- 7 miejsce w Drugiej Lidze:

1996/97
- Mistrz obwodu iwanofrankiwskiego:

1991
- Zdobywca Pucharu obwodu iwanofrankiwskiego:

1993, 1995

## Znani piłkarze
Ihor Melnyczuk

## Inne
- Prykarpattia Iwano-Frankiwsk
- Spartak Iwano-Frankiwsk